# Kościół Starokatolicki w Rzeczypospolitej Polskiej
Zasugerowano, aby zintegrować ten artykuł z artykułem Polski Kościół Starokatolicki (dyskusja). Nie opisano powodu propozycji integracji.

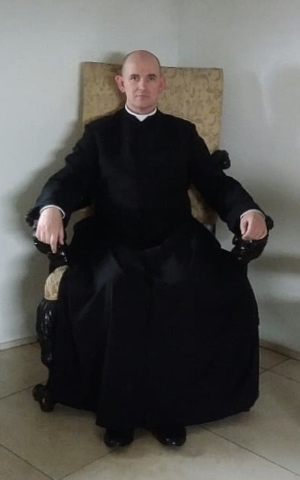
Waldemar Maj – zwierzchnik Kościoła Starokatolickiego w RP

Kościół Starokatolicki w Rzeczypospolitej Polskiej – Kościół starokatolicki prawnie działający na terenie Polski, wpisany pod pozycją 110 w dniu 1 kwietnia 1996 do rejestru kościołów i innych związków wyznaniowych w Polsce, prowadzonego przez Ministerstwo Spraw Wewnętrznych i Administracji. Zwierzchnikiem Kościoła Starokatolickiego w Rzeczypospolitej Polskiej jest biskup Waldemar Maj.
W 2021 liczył 2697 wiernych (w tym 7 duchownych) w 17 parafiach.
Według Narodowego Spisu Powszechnego, w 2021 przynależność do Kościoła zadeklarowało 85 osób. 

## Historia

### Początki działalności
Kościół Starokatolicki w RP jest kontynuatorem misji przedwojennego Kościoła Starokatolickiego w Rzeczypospolitej Polskiej (nazywanego też Kościołem Starokatolickim Polskim), którego działalność zawiesił Urząd ds. Wyznań w drugiej połowie 1965 r.
Za inicjatorów przedwojennego Kościoła Starokatolickiego w Rzeczypospolitej Polskiej uznaje się ks. abp. Władysława Farona – Zwierzchnika przedwojennego Kościoła Starokatolickiego oraz ks. bp. Zygmunta Szypolda, wyświęconego przez biskupów mariawickich dla polskich starokatolików. Dlatego też, niejednokrotnie, oprócz potocznego określania wiernych i duchownych starokatolikami można spotkać się również z określeniem faronowcy bądź szypoldowcy.
W latach 40. XX wieku, Kościół Starokatolicki działał pod nazwą ogólną nazwą Polski Kościół Starokatolicki, ze względu na fakt, iż Rzeczpospolita Polska formalnie nie istniała na mapie świata po utworzeniu na jej terenach Generalnej Guberni. W 1948 siedzibą władz Polskiego Kościoła Starokatolickiego został Wrocław. W tym czasie starokatolicy skupili swoją główną działalność na południu Polski, ale byli obecni również w innych regionach. Po przystąpieniu do wspólnoty biskupa obrządku wschodniego, abp. Ignacego Wysoczańskiego, Kościół zorganizował na Mazurach placówkę misyjną wśród bezpopowców. Ówczesny Zwierzchnik Kościoła podjął również kroki w celu stworzenia w ramach Kościoła wspólnot zakonnych. W tym celu biskup Zygmunt Szypold powołał żeńskie zgromadzenie starokatolickich Sióstr św. Franciszka. Biskup Szypold prowadził dialog ekumeniczny z Kościołami za granicą. W 1957 zawarta została unia kościelna Polskiego Kościoła Starokatolickiego z Kościołem Prawosławnym Starego Obrządku w Rumunii. W tym samym czasie zawarto również unię z Kościołem Starokatolickim Węgier.

### Zawieszenie statusu prawnego przez Urząd ds. Wyznań i działalność podziemna
Po śmierci biskupa Zygmunta Szypolda w strukturach organizacyjnych wspólnoty doszło do kryzysu. Koadiutor bp. Szypolda, abp Ignacy Wysoczański nie otrzymał od władz Polski Ludowej zgody na objęcie zwierzchnictwa. Problemy te wykorzystały władze Polskiej Rzeczypospolitej Ludowej. Gdy Kościół nie zdecydował się na wybór lojalnego władzom biskupa, zdelegalizowały wspólnotę w 1965, powołując się na brak w niej władzy zwierzchniej.
W lipcu 1965, wskutek braku subordynacji wobec abp. Ignacego Wysoczańskiego, bp sufragan Bogdan Filipowicz wraz z grupą 12 duchownych został usunięty dyscyplinarnie ze struktur Polskiego Kościoła Starokatolickiego. Po tym wydarzeniu Filipowicz na zwołanym przez siebie synodzie Kościoła Starokatolickiego w PRL został wybrany na zwierzchnika swojej wspólnoty i przyjął tytuł arcybiskupa Kościoła Starokatolickiego w PRL. Wspólnota ta nazywana również była Kościołem Starokatolickim Unii Samarytańskiej.
Po zdelegalizowaniu w 1965 Polskiego Kościoła Starokatolickiego część jego wiernych po latach znalazła się na emigracji. W 1977 w Republice Federalnej Niemiec grupa polskich starokatolików pod zwierzchnictwem księdza biskupa Klaudiusza Perendyka (kons. 1965) powołała Polski Kościół Starokatolicki na Obczyźnie. Wspólnota ta odwoływała się do doktryny mariawityzmu i utrzymywała kontakty z Kościołem Starokatolickim Mariawitów. 3 lipca 1978 Kościół otrzymał rejestrację prawną w Republice Federalnej Niemiec. Został przyjęty do Niemieckiej Rady Ekumenicznej. W 1980 wspólnotę wizytowali duchowni mariawiccy z Polski Antoni Maria Roman Nowak i Przemysław Maria Sławomir Rosiak. Polski Kościół Starokatolicki na Obczyźnie liczył kilkuset wiernych skupionych w parafiach w Hamburgu, Bonn i Kolonii. Rozkwit wspólnoty miał miejsce po wprowadzeniu stanu wojennego w Polsce, gdy z pomocy i posługi religijnej korzystało w nim wielu uchodźców. W 1984 Kościół utracił swoją niezależność i przeszedł pod jurysdykcję Apostolskiego Katolickiego Asyryjskiego Kościoła Wschodu. Jego były Zwierzchnik, biskup Klaudiusz Perendyk, w 1986 został duchownym prawosławnym i opiekował się do śmierci parafią Polskiego Autokefalicznego Kościoła Prawosławnego w Hamburgu.
Abp Ignacy Wysoczański ostatnie lata spędził samotnie, będąc dyskredytowanym co krok przez SB, która chciała zniszczyć Kościół Starokatolicki. Zmarł w 1975 w Kosewie, pochowany jako „ksiądz bez przydziału” pozostawiając po sobie dziedzictwo sukcesji apostolskiej w biskupach Perendyku oraz Jakubie Malczewskim, którzy zmarli w latach 90. XX wieku.

### Odrodzony Kościół Starokatolicki w Rzeczypospolitej Polskiej
W 1993 w Jeleniej Górze odbył się Nadzwyczajny Synod Polskiego Kościoła Starokatolickiego. W trakcie obrad tego zgromadzenia postanowiono odsunąć od władzy Bogdana Filipowicza, który od końca lat 80. XX wieku przestał uczestniczyć w życiu podziemnego Kościoła. Postanowiono też zalegalizować Kościół w nowej rzeczywistości ustrojowej i zarejestrować go pod nazwą Niezależny Kościół Katolicki.
W grudniu 1993 złożono w Ministerstwie Spraw Wewnętrznych wniosek o rejestrację związku wyznaniowego, który jednak administracja państwowa odrzuciła w 1995. Na synodzie w styczniu 1994 wybrano Zwierzchnikiem Kościoła ks. Wojciecha Kolma. W odmowie urzędnicy zasugerowali, że nazwa Kościoła powinna nawiązywać nie do katolicyzmu, ale do starokatolicyzmu. Ponowny wniosek o rejestrację Kościoła został rozpatrzony w 1996. Po jego akceptacji przez ministerstwo, wspólnota przyjęła nazwę Kościół Starokatolicki w Rzeczypospolitej Polskiej.
11 listopada 1999 ks. Wojciech Kolm przyjął sakrę biskupią z rąk abp. Norberta Udo Marii Szuwarta, Zwierzchnika Pozajurysdykcyjnego Zakonu Mariawitów w Niemczech. Współkonsekratorami byli: Henryk Marciniak, biskup starokatolicki, Jan Maria Leon Plichta, niezależny biskup mariawicki. Dzięki tej sakrze Kościół zyskał biskupa posiadającego ważną sukcesję apostolską, mającą swoje umocowanie w tradycji tzw. starokatolicyzmu utrechckiego.
W 2001 nawiązano współpracę z ks. Christopherem Rogersonem, co zaowocowało utworzeniem Brytyjskiej Prowincji Kościoła Starokatolickiego. W listopadzie tego samego roku, biskup Kolm udzielił ks. Rogersonowi święceń biskupich.

### Kościół Starokatolicki w Rzeczypospolitej Polskiej w XXI wieku
Kościół Starokatolicki w RP rozwijał się do czasu, kiedy w 2003 ówczesny Zwierzchnik Kościoła, bp Wojciech Zdzisław Kolm został zatrzymany pod zarzutem przestępstw obyczajowych. Wspólnota pogrążyła się w chaosie administracyjnym. Zwołany w trybie przyspieszonym Sąd Kościelny nałożył ekskomunikę na dotychczasowego zwierzchnika bpa Wojciecha Zdzisława Kolma i zdeponował go z urzędu Zwierzchnika. Sąd Kościelny orzekł o kategorycznym, ostatecznym i bezpowrotnym (zapis w orzeczeniu sądu: „(...) po wsze czasy”) wykluczeniu Wojciecha Kolma z Kościoła Starokatolickiego w RP.
Wybrany na nowego zwierzchnika Kościoła dotychczasowy Wikariusz Generalny, ks. Marek Kordzik przez kilka lat podejmował nieudane próby zreformowania struktur kościelnych. Następne lata były już czasem wegetacji Kościoła. Kościół kilkakrotnie był celem ataków mediów, ze względu na oszustwa, których dopuszczała się część duchownych, wyświęcanych wielokrotnie bez odpowiedniego przygotowania teologicznego. Kościołem wstrząsały również wielokrotne skandale obyczajowe oraz przestępstwa gospodarcze. Wielu duchownych opuściło Kościół Starokatolicki w RP nie godząc się z polityką wewnętrzną preferowaną przez bpa Marka Kordzika oraz z jego pobłażliwością wobec licznych skandali obyczajowych, które miały miejsce w tym Kościele.
W grudniu 2016 roku Marek Kordzik zmarł w wieku 61 lat, pozostawiając Kościół bez zwierzchnictwa. 14 stycznia 2017 r. podczas Nadzwyczajnego Synodu Kościoła Starokatolickiego podjęto uchwałę, która unieważniła wyrok Sądu Kościelnego względem ks. bp. Wojciecha Kolma, stwierdzając poważne uchybienia względem samego wyroku oraz przebiegu procesu, przez co z mocy prawa unieważniono wszystkie decyzje podjęte przez zmarłego ks. Kordzika. Jednocześnie dokonano wyboru na Zwierzchnika ks. Artura Wiecińskiego. W wyniku tej decyzji konsekrowano 22 lipca 2017 r. ks. Wiecińskiego na biskupa Kościoła.

### Kryzys administracyjny Kościoła i kontrowersje wobec dualizmu na urzędzie Zwierzchnika Kościoła
We wrześniu 2017 roku dokonano analizy prawnej statusu prawnego urzędu Zwierzchnika Kościoła, ks. bp. Artura Wiecińskiego. Duchowni poddając analizie prawnej stan faktyczny styczniowego wyboru, uznali, iż wybór jest nieważny, ze względu na zachodzący dualizm na stanowisku Zwierzchnika. Na prośbę Kościoła prawnicy przygotowali opinię prawną, która podtrzymała przedstawione przez prezbiterium fakty.
W czasie kryzysu administracyjnego, duchowieństwo z ks. bp. Wojciechem Zdzisławem Kolmem na czele, zwołało na 19 listopada 2017 r. kolejny, Nadzwyczajny Synod Kościoła. Na tymże Synodzie, bp Wojciech Zdzisław Kolm złożył oficjalnie urząd Zwierzchnika Kościoła Starokatolickiego w Rzeczypospolitej Polskiej. W tajnym głosowaniu, podczas I sesji, większością głosów, wybrany na Zwierzchnika Kościoła Starokatolickiego w Rzeczypospolitej Polskiej został ks. mgr Dariusz Majewski, magister teologii Wydziału Teologii Akademii Teologii Katolickiej (dzisiaj UKSW). Opinia prawna wraz z uchwałami ze styczniowych i listopadowych obrad Synodu została przedłożona w Ministerstwie Spraw Wewnętrznych i Administracji.
29 grudnia 2017 roku Departament Wyznań MSWiA dokonał aktualizacji rejestru Kościołów i związków wyznaniowych. W wyniku podjętej kilka miesięcy wcześniej interwencji prawnej przez bp. Wojciecha Zdzisława Kolma, MSWiA stwierdziło, że:
1. wybór ks. abp. Artura Roberta Wiecińskiego jest z mocy samego prawa nieważny, ze względu na fakt, iż w momencie podejmowania uchwały o jego wyborze, urząd Zwierzchnika Kościoła był obsadzony przez ks. bp. Wojciecha Zdzisława Kolma.
2. potwierdził stanowisko IV Nadzwyczajnego Synodu Kościoła Starokatolickiego w Rzeczypospolitej Polskiej odnośnie do ks. abp. Artura Roberta Wiecińskiego i potwierdził wybór ks. mgra Dariusza Majewskiego na urząd Zwierzchnika Kościoła Starokatolickiego w Rzeczypospolitej Polskiej.

Mając świadomość skutków prawnych jakie wywołuje powyższe stanowisko, w szczególności w kontekście działań podejmowanych przez ks. bp. Marka Kordzika oraz ks. bp. Artura Wiecińskiego, DWRMNiE (Departament Wyznań Religijnych oraz Mniejszości Narodowych i Etnicznych) zaproponował Kościołowi pomoc i współpracę w kwestii dostosowania statusu prawnego Kościoła jako całości oraz jego jednostek organizacyjnych do przepisów powszechnie obowiązujących oraz statutu Kościoła.
2 grudnia 2017 r. w parafii Kościoła Ewangelicko-Metodystycznego w Łodzi, ks. Dariusz Majewski przyjął z rąk bp. Wojciecha Zdzisława Kolma sakrę biskupią, który po uroczystościach wycofał się z działalności eklezjalnej i przestał być duchownym Kościoła Starokatolickiego w RP.
Ks. bp Dariusz Majewski dokonał w krótkim czasie gruntownej rewizji prezbiterium Kościoła, cofając jurysdykcję duchownym, których postawa moralna była destrukcyjna dla życia duchowego Kościoła. Jednocześnie zaapelował do duchownych, którzy pozostali w Kościele, o poszanowanie tych, którzy pozostali poza Kościołem, oraz traktowanie ich jako swoich braci. W tym celu listopadowy Synod podjął uchwałę o utworzeniu Komisji Pojednania, która ma pomóc byłym duchownych w duchowej i moralnej resocjalizacji i powrocie do Kościoła Starokatolickiego w RP.
Na zwołanym w czerwcu 2019 r. Nadzwyczajnym Synodzie Kościoła, Zwierzchnik Kościoła Starokatolickiego w Rzeczypospolitej Polskiej, bp Dariusz Majewski złożył na ręce Ojców Synodalnych rezygnację z urzędu Zwierzchnika. W tajnym głosowaniu nowym Zwierzchnikiem Kościoła Starokatolickiego w Rzeczypospolitej Polskiej został ks. mgr Waldemar Maj.
W 2021 roku Kościół Starokatolicki w Rzeczypospolitej Polskiej nawiązał interkomunię ze Starorzymskokatolickim Kościołem Ameryki Północnej (NAORCC). W wyniku zawarcia tej wspólnoty, 14 sierpnia 2021 prymas NAORCC, Edward James Ford udzielił sakry biskupiej Waldemarowi Majowi.

## Nauka Kościoła Starokatolickiego w RP
Nauka Kościoła Starokatolickiego w RP nie odbiega od wiary i tradycji Kościoła katolickiego. W sprawowaniu tych świętych czynności posługuje się kalendarzem liturgicznym roku kościelnego. Najwyższą cześć Kościół oddaje Bogu w Trójcy Świętej Jedynemu. Kościół oddaje cześć aniołom, apostołom, męczennikom i świętym, a wśród nich w szczególny sposób Maryi Pannie. Kościół uznaje tradycyjne 7 sakramentów, zgodnie z nauką Kościoła katolickiego. Eucharystia sprawowana jest pod dwiema postaciami: Ciała i Krwi Pańskiej. W Kościele Starokatolickim w RP są sprawowane dwie formy spowiedzi: indywidualna (uszna w konfesjonale) oraz ogólna (sprawowana bądź jako odrębny obrzęd przed ołtarzem, bądź w połączeniu z mszą świętą w części zwanej spowiedzią powszechną). Do spowiedzi indywidualnej są zobowiązani przystępować dzieci oraz młodzież do sakramentu bierzmowania. Kościół Starokatolicki w RP nie uznaje dogmatu o nieomylności papieża.

### Sukcesja apostolska w Kościele Starokatolickim w RP
Kościół Starokatolicki w RP posiada ważną sukcesję apostolską, która w myśl nauczania tegoż Kościoła jest niezbędna do ważnego i godnego sprawowania sakramentów. Od 1996 roku biskupi Kościoła wykazywali jako swoich konsekratorów biskupów, którzy otrzymali sakry w Kościołach polskokatolickich (Marek Kordzik) i mariawickich (Wojciech Kolm). W 2021 roku została im przekazana linia sukcesji apostolskiej amerykańskich biskupów NAORCC (Waldemar Maj).

### Uroczystości i święta Kościoła Starokatolickiego w Rzeczypospolitej Polskiej
W sprawowaniu czynności liturgicznych Kościół posługuje się kalendarzem liturgicznym kościelnym, a więc kalendarzem gregoriańskim. Obchodzone są święta i uroczystości Kościelne zgodnie z tradycją polskiego katolicyzmu; dodatkowo wprowadzono następujące święta obchodzone tylko w Kościele Starokatolickim w RP:
- 25 stycznia – Uroczystość Patrona Kościoła Św. Pawła Apostoła
- 1 kwietnia – Wspomnienie Założyciela Kościoła
- IV Niedziela Wielkanocna – Święto Dobrego Pasterza
- I Niedziela po Uroczystości Bożego Ciała – Święto Chrystusa Najwyższego Kapłana
- I Niedziela czerwca – Święto Założenia Kościoła
- I Niedziela października – Święto Rodziny Chrześcijańskiej
- 11 listopada – Święto Niepodległości Ojczyzny
- I Niedziela po Bożym Narodzeniu – Święto Ubogich Pasterzy.

## Biskupi Kościoła Starokatolickiego w Rzeczypospolitej Polskiej
Od roku 1996 biskup Kościoła będący administracyjnym reprezentantem Kościoła na zewnątrz otrzymuje tytuł Biskupa Zwierzchnika Kościoła Starokatolickiego w Rzeczypospolitej Polskiej.

### Zwierzchnicy Kościoła Starokatolickiego
- 1996–2006 – biskup Wojciech Zdzisław Kolm
- 2006–2016 – biskup Marek Kordzik
- 2017 – biskup Wojciech Zdzisław Kolm[17]
- 2017 – arcybiskup Artur Wieciński
- 2017 – biskup Wojciech Zdzisław Kolm
- 2017–2019 – biskup Dariusz Leon Majewski
- od 2019 – biskup Waldemar Maj

## Duchowni
Duchownym Kościoła Starokatolickiego w RP może być mężczyzna, który ukończył Seminarium Duchowne Kościoła Starokatolickiego w Rzeczypospolitej Polskiej i który uzyskał akceptację władz kościelnych oraz przynajmniej święcenia diakonatu. Duchowni są także przyjmowani z innych Kościołów, gdzie przeszkodą w ich pracy kanonicznej są kwestie dotyczące celibatu. Biskupem w Kościele Starokatolickim w RP jest kapłan wybrany przez Synod Ogólnopolski. Księży nie obowiązuje celibat. W Kościele obowiązują stroje liturgiczne podobne jak w Kościele rzymskokatolickim lub w przypadku obrządku przedsoborowego. Duchowni kościoła udzielają posług religijnych każdemu, niezależnie od jego przynależności konfesyjnej, tj. sakramentów każdemu wiernemu uznającemu katolicką naukę o sakramentach, zaś sakramentaliów wszystkim chrześcijanom. Biskupowi Kościoła wybranemu przez Synod Kościoła do reprezentowania Kościoła na zewnątrz wspólnoty przysługuje tytuł Biskupa Naczelnego.
Kościół Starokatolicki w Rzeczypospolitej Polskiej przyjmuje starokatolicką zasadę trójstopniowego Urzędu Apostolskiego, który stanowią:
- diakoni – diakonem w Kościele Starokatolickim może być mężczyzna, który posiada odpowiednie przygotowanie merytoryczne i duchowe do posługi. Diakoni sprawują takie czynności jak: udzielanie sakramentów: chrztu św. i Komunii św., diakon może ponadto odprawiać pogrzeb, błogosławić wiernych i małżeństwa, a także może poświęcać przedmioty kultu religijnego, ma prawo głoszenia kazań.
- prezbiterzy – prezbiterem Kościoła Starokatolickiego może być mężczyzna, który ukończył 24 rok życia oraz Seminarium Duchowne Kościoła Starokatolickiego w Rzeczypospolitej Polskiej oraz uzyskał akceptację Rady Kościoła oraz posiada przynajmniej święcenia diakonatu.
- biskupi – biskupem w Kościele Starokatolickim może być kapłan, który ma 5-letni staż pracy duszpasterskiej, ukończony 35 rok życia oraz posiada odpowiednie wyższe wykształcenie teologiczno-filozoficzne i został wybrany przez Synod Ogólnopolski oraz konsekrowany przez przynajmniej jednego ważnie konsekrowanego biskupa – członka Kościoła Starokatolickiego w Rzeczypospolitej Polskiej.

## Synod Ogólnopolski Kościoła Starokatolickiego w RP
Najwyższą władzą ustawodawczą w Kościele Starokatolickim jest Synod (stanowią go wszyscy duchowni oraz jeden świecki przedstawiciel każdej parafii), który zarządza całością Kościoła, jak i jego dobrami materialnymi, agendami oraz duchownymi. Synod zwoływany jest co 7 lat (do V Synodu Ogólnopolskiego co 6 lat). W okresie międzysynodalnym ograniczoną władzę wykonawczą i ustawodawczą wypełnia Rada Kościoła Starokatolickiego, składająca się ze Zwierzchnika Kościoła, Rektora Seminarium, Ekonoma Kościoła oraz Kanclerza Kurii Kościoła.

### I Synod Ogólnopolski Kościoła Starokatolickiego
11–12 listopada 1996, Jelenia Góra
Synod przyjął sprawozdanie z działalności Kościoła Starokatolickiego w RP w latach 1993–1996. Potwierdzono funkcję zwierzchnika Kościoła dla bp. Wojciecha Kolma.

### II Synod Ogólnopolski Kościoła Starokatolickiego
11–12 listopada 2000, Łódź
Synod przyjął sprawozdanie z działalności Kościoła Starokatolickiego w RP w latach 1996–2000. Synod przyjął Prawo Wewnętrzne Kościoła Starokatolickiego w RP obowiązujące w latach 2000–2018.

### III Nadzwyczajny Synod Kościoła Starokatolickiego
14 stycznia 2017, Łódź
10 grudnia 2016 zmarł biskup Marek Kordzik, który reprezentował Kościół w latach 2006–2016. Zgodnie z Prawem Wewnętrznym Kościoła Starokatolickiego w RP obowiązującym w latach 2000–2018 (§ 44. ust. 2) w przypadku śmierci Zwierzchnika, Wikariusz Generalny Kościoła, albo najstarszy wiekiem biskup lub duchowny Kościoła, w przypadku, gdy stanowisko Wikariusza Generalnego nie jest obsadzone, zwołuje Synod. Synod powinien zostać zwołany nie później niż trzy miesiące po śmierci Zwierzchnika. 11 grudnia 2016 zadecydowano, że Synod odbędzie się 14 stycznia 2017 w celu wybrania nowego biskupa. Decyzją Synodu unieważniono wyrok Sądu Kościelnego i przywrócono na stanowisko Zwierzchnika Kościoła Starokatolickiego w RP ks. bp. Wojciecha Zdzisława Kolma. Do godności infułata wyniesiony został ks. sen. Henryk Hawryszczak.

### IV Nadzwyczajny Synod Kościoła Starokatolickiego
19 listopada 2017, Pruszków
19 listopada 2017 duchowni Kościoła zebrali się na obradach IV Nadzwyczajnego Synodu. Uchwalono nowy statut Kościoła, znosząc m.in. celibat, tworząc Notariat Generalny reprezentujący Kościół przed Państwem. Podczas obrad Synodu ks. bp Wojciech Kolm złożył urząd Zwierzchnika, który Synod przyjął. W tajnym głosowaniu na to stanowisko na okres 7-letniej kadencji wybrany został ks. mgr Dariusz Majewski. Wyznaczono również datę święceń biskupich na dzień 2 grudnia 2017 w Łodzi.

### V Synod Ogólnopolski Kościoła Starokatolickiego
3 marca 2018, Gdańsk

#### I Sesja V Synodu Ogólnopolskiego Kościoła Starokatolickiego
Synod Kościoła odbył się 3 marca 2018 w Gdańsku. Obrady otworzył Zwierzchnik Kościoła, ks. bp Dariusz Majewski. Przewodniczącym sesji został ks. mgr Artur Miłański. Podczas sesji uchwalono nowy statut Kościoła. Funkcję Zwierzchnika Kościoła zastąpiono urzędem Biskupa Naczelnego oraz zrezygnowano z funkcji Wikariusza Generalnego w Kościele Starokatolickim, ustanawiając możliwość wyboru przez Synod Kościoła biskupa sufragana – dla zabezpieczenia sukcesji apostolskiej. Powołano również Ekonoma Kościoła, który zastąpił dotychczasowy urząd Skarbnika Kościoła. Podjęto również ustalenia dot. działań mających doprowadzić do zwrotu zagrabionego w PRL majątku Kościoła Starokatolickiego w Rzeczypospolitej Polskiej – zarówno ruchomego, jak i nieruchomego (np. ziemi).
29 marca 2018, Kamienna Góra

#### II Sesja V Synodu Ogólnopolskiego Kościoła Starokatolickiego
II Sesja Synodu Ogólnopolskiego odbyła się w Wielki Czwartek, 29 marca 2018, tuż po zakończeniu uroczystości związanych w tym dniu z Triduum Paschalnym. Synod podjął uchwały w sprawach dotyczących poprawek w Statucie Kościoła. Omówiono również kwestie związane z dalszą działalnością Kościoła w Polsce.
14-16 grudnia 2018, Písek u Jablunkova – Czechy

#### III Sesja V Synodu Ogólnopolskiego Kościoła Starokatolickiego
III i ostatnia Sesja Synodu Ogólnopolskiego odbyła się w dniach 14–16 grudnia 2018 r. w Domu Rekolekcyjnym Kościoła Ewangelicko-Augsburskiego w Czechach. Omówiono kwestie związane z dalszą działalnością Kościoła w Polsce, proklamując uchwałę na podstawie której oświadczano, iż Kościół jest bezpośrednim kontynuatorem działalności przedwojennego Kościoła Starokatolickiego w Polsce oraz dyskutowano nad planem działań międzysynodalnych w latach 2018–2024. Synod Kościoła podjął uchwałę dot. pedofilii w Kościele, tym samym pozostając orędownikiem surowego karania wszelakich nadużyć względem nieletnich przez duchownych Kościoła Starokatolickiego. Na zakończenie obrad Synodu, duchowieństwo Kościoła Starokatolickiego w RP, na zaproszenie proboszcza miejscowej parafii ewangelicko-augbsurskiej, ks. Jiříego Kalety, wzięło udział w nabożeństwie ekumenicznym, podczas którego bp Dariusz Majewski wygłosił słowo do wiernych parafii Kościoła Ewangelicko-Augsburskiego w Písku u Jablunkova.

### VI Nadzwyczajny Synod Kościoła Starokatolickiego
16 czerwca 2019, Kamienna Góra
Na wniosek Zwierzchnika Kościoła Starokatolickiego w Rzeczypospolitej, zwołany został Nadzwyczajny Synod Kościoła. Podczas jego obrad podjęto decyzję o pozytywnym rozpatrzeniu wniosku o inkardynację angielskiej wspólnoty Kościoła Starokatolickiego, która w 2006 r. pod przewodnictwem bp. Christopherem Rogersona podjęła decyzję o odłączeniu się od Kościoła macierzystego w wyniku skandalu, który w tamtych latach wstrząsnął wspólnotą. Podczas tychże obrad, Zwierzchnik Kościoła Starokatolickiego w Rzeczypospolitej Polskiej, bp Dariusz Majewski złożył na ręce Ojców Synodalnych rezygnację z urzędu Zwierzchnika. W tajnym głosowaniu nowym Zwierzchnikiem Kościoła Starokatolickiego w Rzeczypospolitej Polskiej został ks. mgr Waldemar Maj.

## Administracja Kościoła Starokatolickiego w Rzeczypospolitej Polskiej
Kościół jako całość ma 17 parafii, oraz 7 duchownych pracujących w duszpasterstwie. W 2020 roku Kościół tworzyło 2697 wiernych (w tym 7 duchownych). Kościół nie ustanowił parafii centralnej (katedry). Siedziba Kościoła znajduje się w podwrocławskich Łagiewnikach.